# Henrique Brandão Cavalcanti
Henrique Brandão Cavalcanti (Rio de Janeiro, 11 de abril de 1929 — Brasília, 28 de abril de 2020) foi um engenheiro, professor universitário e político brasileiro.
Filho de Themístocles Brandão Cavalcanti, ex Ministro e Presidente do Supremo Tribunal Federal e Maria das Dores de Barros Barreto Cavalcanti.
Foi Secretário Geral do Ministério do Interior e Presidente da Siderurgia Brasileira SA, SIDERBRAS.
Em 1972, durante seu tempo no Ministério do Interior, fez parte da delegação brasileira na Conferência de Estocolmo, e foi um dos principais responsáveis pela criação da Secretaria Especial do Meio Ambiente - SEMA, órgão que eventualmente se tornou o atual Ministério do Meio Ambiente.
Foi ministro do Meio Ambiente do Brasil no governo Itamar Franco, de 5 de abril de 1994 a 1 de janeiro de 1995.
Faleceu no dia 28 de abril de 2020, aos 91 anos.